# Joonas Kolkka
Joonas Einari Kolkka (født 28. september 1974 i Lahti, Finland) er en finsk tidligere fodboldspiller (kantspiller). Han spillede over en periode på 16 år næsten 100 kampe for Finlands landshold.
Kolkka tilbragte størstedelen af sin karriere i Holland, hvor han repræsenterede fem forskellige klubber, herunder storholdene Feyenoord og PSV Eindhoven. Han vandt det hollandske mesterskab med PSV to gange, i henholdsvis 2000 og 2001. Senere var han også tilknyttet engelske Crystal Palace, og nåede 23 Premier League-kampe for klubben.
For det finske landshold spillede Kolkka 98 kampe i perioden 1994-2010. Han scorede i sin debutkamp, en venskabskamp mod Estland som finnerne vandt 7-0.

## Titler
Finsk pokal
- 1995 med MyPa

Æresdivisionen
- 2000 og 2001 med PSV Eindhoven